# Cimahpar (Bogor Utara)
Cimahpar is een bestuurslaag in het regentschap Kota Bogor van de provincie West-Java, Indonesië. Cimahpar telt 17.782 inwoners (volkstelling 2010).